# Chevrolet Camaro (sixième génération)
Cet article concerne Chevrolet Camaro de sixième génération. Pour des informations générales sur la Camaro, voir Chevrolet Camaro.
Pour les articles homonymes, voir Chevrolet Camaro (homonymie).
La Camaro est un coupé ou cabriolet produit par le constructeur automobile américain Chevrolet de 2018 à 2024. 

## Présentation
Elle est la 6e génération de Camaro et a été présentée pour la première fois au public le 16 mai 2015. Les ventes ont commencé en 2015 pour l'année modèle 2016. La Camaro utilise désormais la plate-forme GM Alpha partagée avec les Cadillac ATS et CTS et comporte des entretoises MacPherson à l'avant, plutôt que l'ancienne configuration multibras. General Motors affirme que 70% des composants architecturaux de la nouvelle Camaro sont uniques à la voiture.
La sixième génération de Camaro a vu sa production revenir aux États-Unis, les modèles de quatrième et cinquième génération ayant été assemblés au Canada,.
Comme sa devancière, la sixième génération de la Camaro est disponible en carrosserie coupé et cabriolet. Comparé à la génération précédente, elle est plus courte de 58 mm, moins large de 20 mm et plus courte en hauteur de 28 mm. Avec un équipement et un moteur similaires, elle est également plus légère de plus de 91 kg.
Le 23 mars 2023, le constructeur annonce, par un slogan intitulé « Thanks Six », mettre fin à la Muscle car en janvier 2024, après 57 ans de carrière et 6 générations produites.

### Phase 2
À l'automne 2018 (pour l'année modèle 2019), la sixième génération de la Camaro a reçu une refonte en milieu de cycle, ainsi que la majorité de la gamme de voitures Chevrolet (y compris les Spark, Cruze et Malibu). Les changements pour l'année modèle 2019 incluent un nouveau système d'infodivertissement MyLink de troisième génération, un style extérieur et intérieur révisé, de nouvelles conceptions de roues en alliage, l'ajout d'une finition de performances 1LE pour les modèles LT équipés du quatre cylindres en ligne 2,0 L de base (la finition de performances 1LE était auparavant offert uniquement sur les modèles LT équipés de V6 et les SS et ZL1 équipés de V8), l'ajout de deux nouvelles couleurs extérieures (Riverside Blue Metallic et Satin Steel Grey Metallic) et un nouveau capot de performance pour les modèles SS. Les fonctions d'assistance à la conduite ont également été améliorées sur le modèle de 2019, notamment l'alerte de changement de voie avec alerte d'angle mort latérale. La Chevrolet Camaro de 2019 a été mise en vente à l'automne 2018.
Chevrolet a également présenté une Camaro SS de 2019 au SEMA Show 2018 dans la nouvelle couleur extérieure jaune-vert Shock, qui est devenue disponible au début de 2019. Elle comportait également une partie avant "concept" qui, contrairement à la SS de série, a un pare-chocs couleur carrosserie et le logo Chevrolet déplacé vers la calandre supérieure.
Pour l'année modèle 2020, Chevrolet a révisé le style de la partie avant de la Camaro SS, le pare-chocs avant est maintenant coloré et le logo Chevrolet a été déplacé vers la calandre supérieure. Une nouvelle version V8 d'entrée de gamme appelée «Camaro V8 LT1» équipée d'un moteur V8 LT1 de 6,2 L d'une puissance de 461 ch (339 kW) a été ajoutée à la gamme. Le modèle V6 est désormais équipé d'une transmission automatique à 10 vitesses en option et remplace la précédente transmission à 8 vitesses. Une nouvelle option de couleur extérieure appelée "Rally Green" a été ajoutée. La Camaro de 2020 sera mise en vente à l'automne 2019.

### Galerie

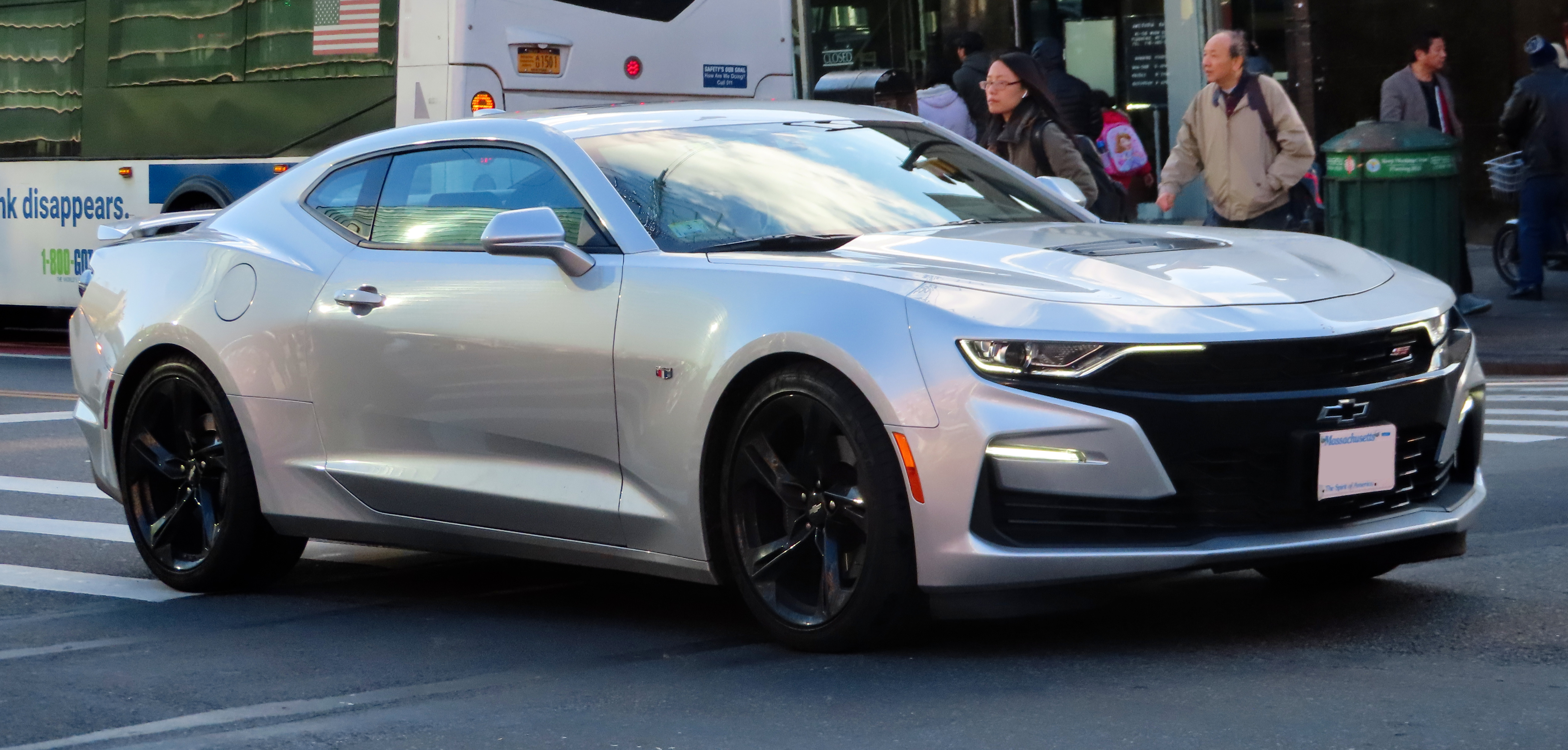
Le carénage avant révisé pour la Camaro SS
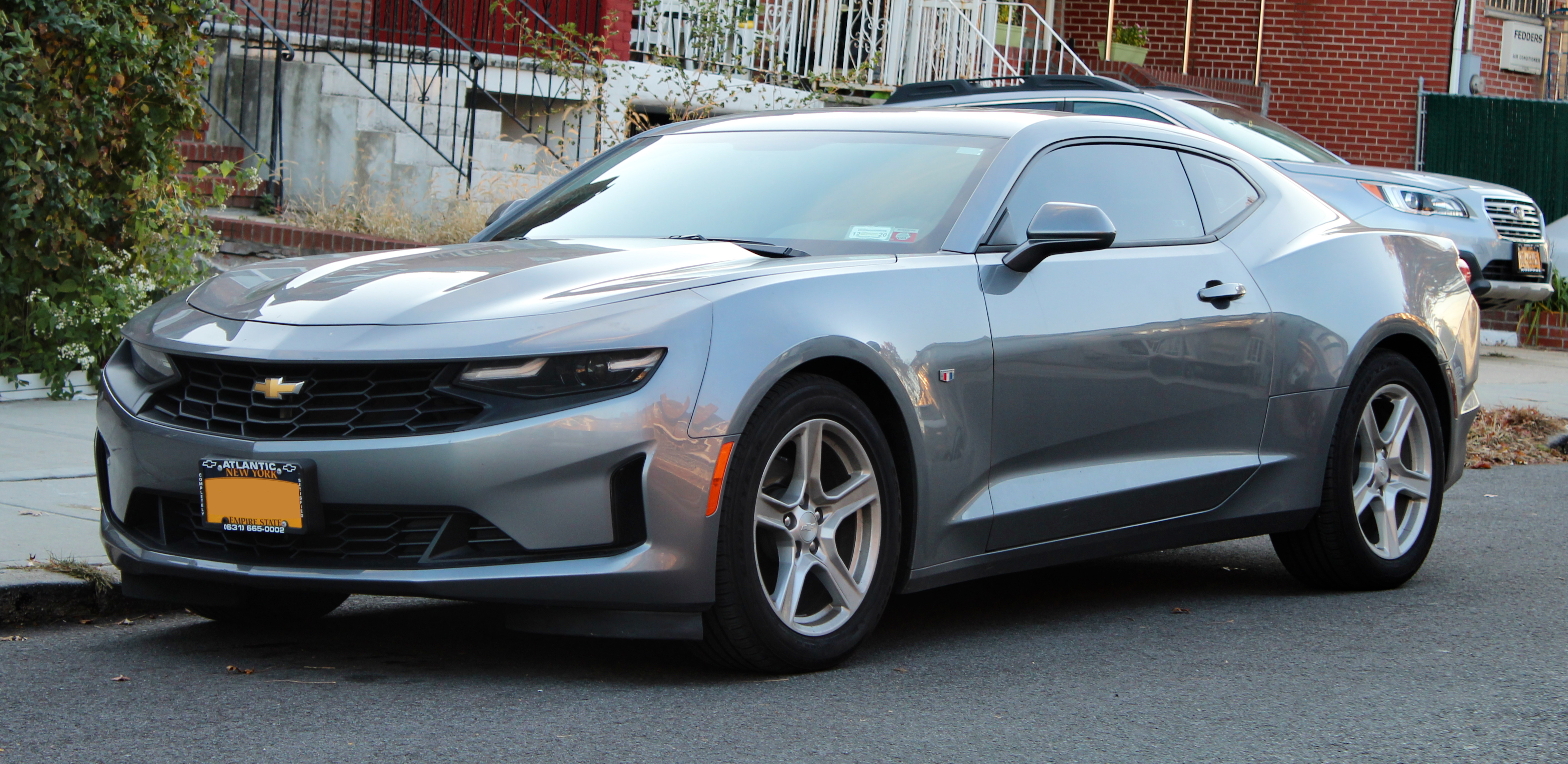
Le carénage avant révisé pour les modèles de base de la Camaro (les modèles 4 cylindres et V6 semblent identiques)
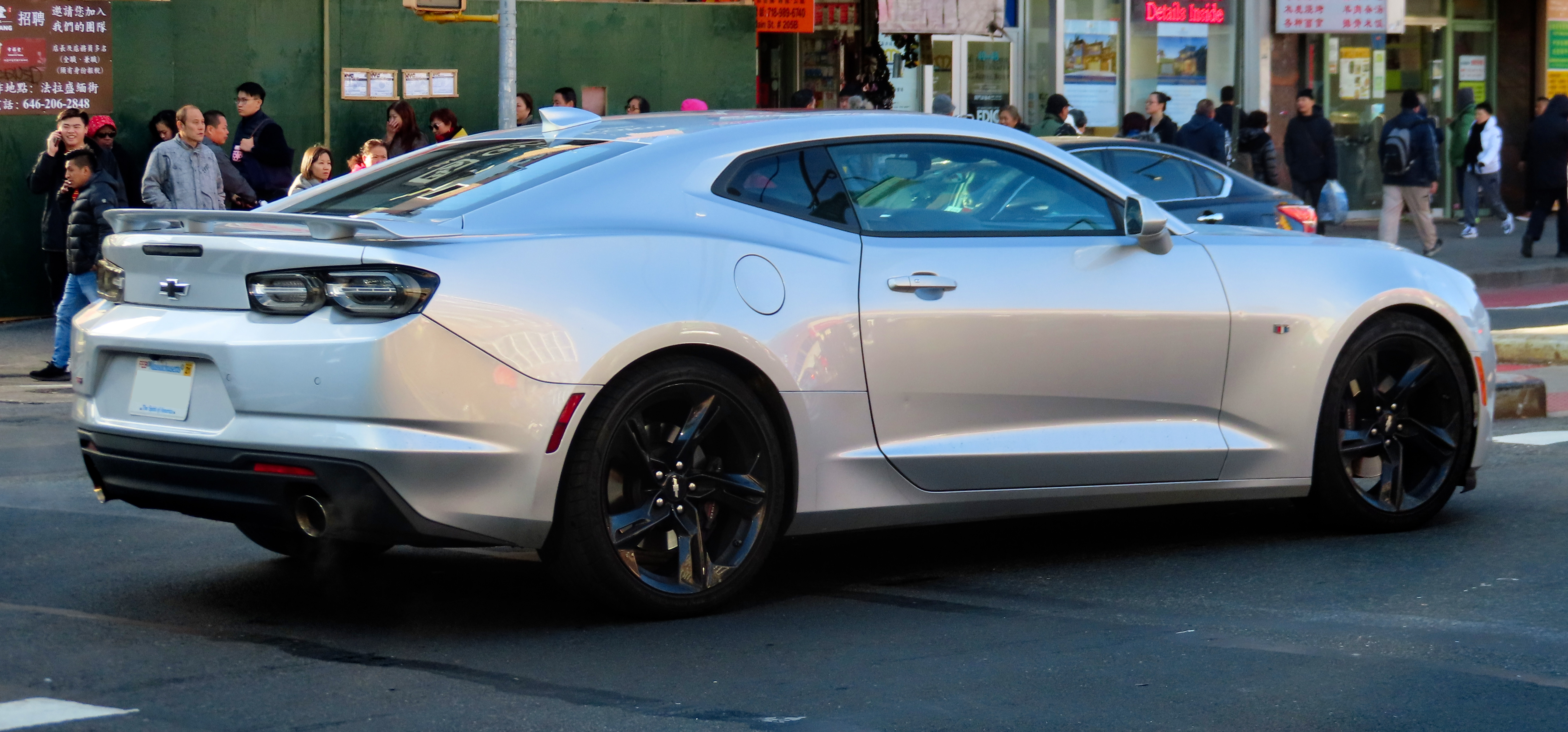
Vue arrière d'un coupé Camaro 2SS argent
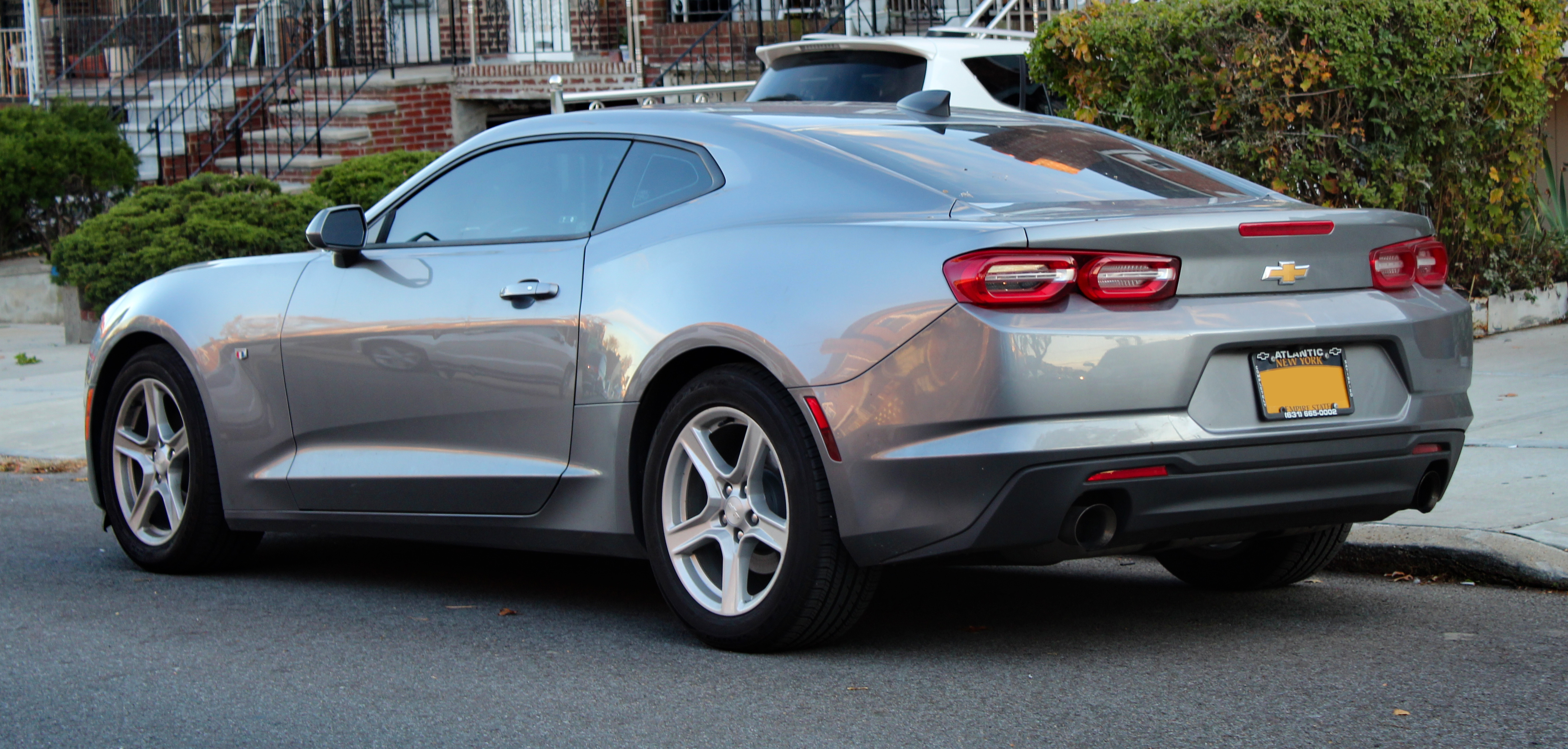
Vue arrière d'un coupé Camaro de base gris

## Finitions
Les niveaux de finition introduits au lancement étaient les LT (1LT, 2LT) et les SS (1SS, 2SS). L'équipement de série sur toutes les versions comprend la climatisation automatique, le régulateur de vitesse, le volant inclinable / télescopique, la radio satellite, l'aide au stationnement et sept airbags.
Chevrolet a ajouté un niveau de finition de base LS (1LS) pour la Camaro de 2017. Le contenu du niveau de finition LS est identique à celui de la version 1LT de base, à l'exception du fait que le moteur 4 cylindres en ligne turbocompressé de 2,0 L et la transmission manuelle à 6 vitesses sont les seules options de groupe motopropulseur disponibles pour la version LS. La finition LS a été initialement introduite sous forme de coupé, suivie plus tard par une cabriolet LS. La version 1LT a reçu la transmission automatique à 8 vitesses avec palettes de changement de vitesse en équipement standard pour 2017.
Pour la Chine, la voiture a été introduite le 31 août 2016 et est vendue sous la version RS avec le moteur quatre cylindres LTG turbocompressé de 2 litres et la boîte de vitesses automatique à 8 rapports disponibles pour les modèles de 2017 et reliftée. Les choix de couleurs extérieures pour les modèles chinois sont connus comme: Bright Yellow, Titanium Gray, White, Zhan Red, Platinum Silver, Yao Black, Electric Blue, Magic Black, Blush Red et Ice Blue. La Camaro RS est actuellement au prix de 399 900 yuans (56 600 USD).
Pour l'année-modèle 2017, les finitions de performances 1LE sont revenues, adaptées respectivement aux modèles coupés avec moteurs V6 et V8 équipés de transmission à six vitesses. Les deux finitions 1LE proposées partagent un habillage de capot noir satiné, un séparateur avant et un aileron arrière en trois pièces. La finition 1LE V6 ajoute la suspension FE3 de la Camaro SS, des roues de 20 pouces forgées avec des pneus avant Goodyear Eagle F1 245 / 45R20 et des pneus arrière 275 / 35R20, des étriers de frein avant Brembo à 4 pistons, un différentiel à glissement limité mécanique avec un rapport de 3,27:1, groupe de refroidissement sur chenilles, volant et levier de vitesses en suède, échappement bimode, système d'alimentation de la Camaro SS pour les virages à plus forte charge et une calandre avant à haut débit. La finition 1LE SS ajoute la suspension Magnetic Ride Control FE4 dérivée de la ZL1, un différentiel électronique à glissement limité avec rapport de 3,73:1, des roues de 20 pouces forgées avec pneus avant Goodyear Supercar 3285 / 30R20 et pneus arrière 305 / 30R20, étriers de frein avant Brembo à six pistons avec rotors de 371 mm en deux parties, groupe de refroidissement des chenilles, sièges avant Recaro avec sellerie en cuir et en daim, volant et levier de vitesses à courte portée en daim, échappement bimode et affichage tête haute en couleur.

### Editions spéciales
50th Anniversary Special Edition
La première édition spéciale de la nouvelle Camaro est devenue disponible en 2017. Disponible sur les modèles 2LT et 2SS en versions coupé et cabriolet, la 50th Anniversary Special Edition comprend une peinture extérieure Nightfall Gray Metallic, jantes de 20 pouces en alliage d'aluminium et enjoliveurs de roues uniques, la finition d'apparence RS (pour les modèles LT / 2LT uniquement), un ensemble de décalcomanies extérieures 50th Anniversary orange sur le capuchon d'essence et des bandes sur le couvercle de coffre arrière, un emblème "FIFTY" sur chaque garde-boue avant, un séparateur avant peint en Nightfall Gray Metallic, surfaces des sièges garnies de cuir et de suède noir avec surpiqûres de couleur orange (y compris sur le tableau de bord, les panneaux de porte et le volant) et plaques de seuil de porte spéciales. Cependant, tous les modèles de la Chevrolet Camaro de 2017 ont reçu le même badge «FIFTY» au bas du volant à trois branches pour commémorer le 50e anniversaire de la Camaro.
Hot Wheels Special Edition
Au salon SEMA 2017 d'octobre 2017, Chevrolet a annoncé la Chevrolet Camaro Hot Wheels Special Edition, conçue pour commémorer à la fois le 50e anniversaire des véhicules jouets de Hot Wheels moulés sous pression, ainsi que tous les modèles Chevrolet Camaro de Hot Wheels moulés sous pression, dont l'inspiration provient d'une vraie voiture jouet de Hot Wheels. Disponible sur les modèles 2LT et 2SS en versions coupé et cabriolet, la Hot Wheels Special Edition comprend une peinture extérieure Crush Orange unique, jantes de 20 pouces en alliage d'aluminium de 20 à face usinée au fini Graphite (avec pneus été uniquement sur les modèles SS / 2SS), un ensemble de décalcomanies extérieures en Satin Graphite sur les bandes de capot et le couvercle de coffre arrière avec des accents argentés, accents extérieurs en Satin Graphite, un emblème d'aile avant "Hot Wheels 50th Anniversary", une calandre avant unique avec inserts chromés Galvano, étriers de frein avant et arrière peints en orange (à l'avant uniquement pour les LT / 2LT), un logo Chevrolet noir, un intérieur garni de cuir Jet Black avec des surpiqûres de couleur orange (y compris des coutures sur le tableau de bord, les panneaux de porte et le volant gainé de daim), plaques de seuil de porte avant éclairées avec l'insigne «Hot Wheels», tapis de sol de qualité supérieure avec surpiqûres de couleur orange et "Ghost Stripes", genouillères et ceintures de sécurité orange.
Redline Edition
Pour l'année modèle 2018, Chevrolet a présenté la Chevrolet Camaro Redline Edition qui rejoint la gamme de modèles Chevrolet Redline Edition déjà en vente chez les concessionnaires du pays. La finition Redline Edition comprend des jantes de 20 pouces en alliage d'aluminium noir avec des bandes d'accentuation rouges (y compris des pneus été seulement), rétroviseurs latéraux peints en noir, un insert de calandre inférieur noir avec des bandes d'accent rouge, logo noir, Accents de garde-boue avant Gloss Black avec accents rouges, un panneau occultant les feux arrière, feux arrière foncés, tapis de sol de qualité supérieure avec des accents rouges et emblèmes "Camaro" Gloss Black sur chaque aile avant avec contour rouge. Les choix de couleurs pour la Redline Edition sont Summit White, Silver Ice Metallic et Black.
Collectors Edition
La Collectors Edition est la dernière série limitée proposée sur la Camaro qui tire sa révérence en janvier 2024 et n'est pas remplacée par une 7e génération.

### ZL1
Le modèle ZL1, qui est une variante haute performance de la Camaro SS, a été introduit en 2017. Elle présente une ouverture de grille inférieure pour un refroidissement amélioré, un nouveau séparateur avant avec un insert de capot en carbone qui élimine l'air chaud du compartiment moteur. Elle comprend également des ailes avant plus larges pour accueillir des pneus plus larges pour une meilleure maniabilité, des culbuteurs uniques et une suspension Magnetic Ride.
Les choix de transmission sont une boîte manuelle à six vitesses correspondant à un régime ou une boîte automatique à 10 vitesses. La boîte à 10 vitesses 10L90 a été développée en collaboration avec Ford. General Motors fabrique sa propre version dans sa propre usine à Romulus, Michigan. Une version plus axée pour la piste, connue sous le nom de ZL1 1LE, comprend des amortisseurs à tiroir Multimatic (similaires que la Camaro Z28 de la génération précédente), un nouveau séparateur avant, des plans de plongée, un aileron arrière et de larges pneus "Goodyear Eagle F1 Supercar" . Le poids a également été réduit de 27 kg par rapport à une ZL1 standard.

## Caractéristiques techniques

### Motorisations
La sixième génération de la Chevrolet Camaro est disponible avec trois choix de moteurs:
- Le quatre cylindres en ligne LTG Ecotec 2,0 L turbocompressé qui a une puissance de 279 ch (205 kW) à 5 600 tr/min et 400 N m de couple à 3 000 tr/min et est le premier 4 cylindres d'une Camaro depuis le modèle de 3e génération. Il est disponible sur les versions 1LS, 1LT et 2LT.
- Le moteur V6 LGX de 3,6 L développant une puissance de 340 ch (250 kW) à 6 800 tr/min et un couple de 385 N m à 5 300 tr/min.
- Le moteur V8 LT1 de 6,2 L qui est partagé avec la Chevrolet Corvette et a une puissance de 461 ch (339 kW)[20] à 6 000 tr/min et 617 N m de couple à 4 400 tr/min.

Les moteurs installés sur les modèles haute performance comprennent:
- Le V8 LT4 de 6,2 L suralimenté qui est partagé avec la Chevrolet Corvette Z06 et a une puissance de 659 ch (485 kW) à 6 400 tr/min et 881 N m de couple à 3 600 tr/min.

Tous les moteurs sont disponibles avec une boîte manuelle à 6 vitesses et une boîte automatique à 8 vitesses, à l'exception des modèles ZL1 qui utilisent une boîte automatique à 10 vitesses en plus d'une boîte manuelle à 6 vitesses standard.

## Camaro HSV (Australie)
La division de performance de General Motors Holden, Holden Special Vehicles, s'est engagée dans l'importation et la conversion de la Camaro en conduite à droite et pour les règles de conception australiennes, depuis le second semestre 2018. Contrairement aux importations américaines précédente de Holden (basée sur le Chevrolet Suburban) de la fin des années 1990, la Camaro HSV convertie conservera le badge Chevrolet.
HSV importe et convertit les Camaro 2SS et ZL1 européennes. HSV a prévu une conversion totale de mille unités par an pendant trois ans, jusqu'à ce que la septième génération de la Camaro soit introduite en 2020,. La boîte de vitesses manuelle, ainsi que le modèle ZL1, ont été mis à disposition en 2019.
Avec l'arrêt de GM Holden en 2021, Chevrolet prévoit de continuer à exporter la Camaro vers la région d'Australasie dans le cadre d'une entité nouvellement créée, General Motor Specialty Vehicles (GMSV), qui s'occupera de la distribution et de la conversion des véhicules clés de Chevrolet après la cessation des activités de Holden. Elle devrait également succéder a l'Holden Commodore dans la série V8 Supercar à la fin des opérations d'Holden,,,.

## Sport automobile
Pratt & Miller ont créé la Chevrolet Camaro GT4.R pour la course internationale GT4 en 2017. Bien que basé sur la Camaro ZL1, les règlementations interdisent l'utilisation de suralimentateurs, cela signifiait l'utilisation du V8 LT1 de 6,2 litres à aspiration naturelle de la Camaro SS au lieu du V8 LT4 suralimenté de la ZL1.

## Récompense et reconnaissance
- Magazine Motor Trend : Voiture de l'année 2016[29]
- Car and Driver : 10 meilleures voitures de 2016 et 2017[30],[31]

## Autres média
Le concept car de la sixième génération de la Camaro apparaît dans le film Transformers : L'Âge de l'extinction comme le deuxième mode alternatif pour Bumblebee, et le travail de peinture ressemble à celui de la variante cabriolet de la voiture. Une deuxième version modifiée de la voiture apparaît dans la suite du film, Transformers: The Last Knight, prévisualisant la refonte de la voiture qui serait introduite en 2018.